# Caffè Gnocchi

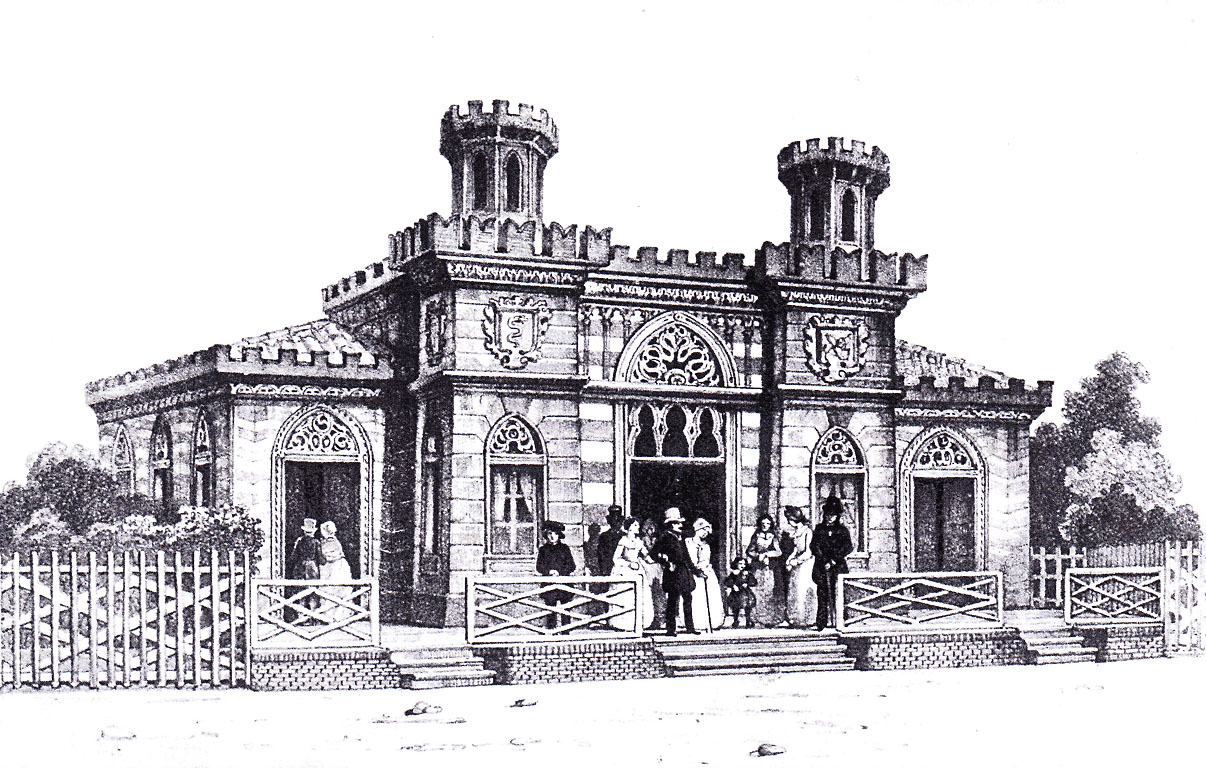
Il Caffè Gnocchi alla Stazione di Milano della Strada ferrata Lombardo-Veneta. Giuseppe Elena, stampa, 1846. (conservata alla Raccolta delle stampe - A. Bertarelli, Milano)

Il Caffè Gnocchi era un esercizio pubblico sorto nel 1846 in faccia al padiglione dalla stazione di Porta Tosa a Milano.

## Premessa
Nel 1832 Baldassare Gnocchi aveva aperto il suo primo Caffè Gnocchi nella galleria de Cristoforis a Milano.
In breve tempo il caffè era divenuto il luogo più apprezzato dalla borghesia milanese: vi faceva apparizione l'arciduca Ranieri, viceré di Milano, e venne frequentato, nel corso degli anni, da artisti e scrittori. Vi si ritrovavano, negli anni immediatamente successivi all’Unità d’Italia, i poeti del celebre sodalizio letterario della Scapigliatura: Emilio Praga, Eugenio Bermani, Luigi Conconi, Iginio Ugo Tarchetti.
Ma fin dall'inizio il caffè si ritrovò anche al centro delle vicende economiche e industriali milanesi e lombarde. Nella stessa galleria de Cristoforis, "sopra lo scalone a sinistra"  infatti, aveva sede la redazione degli Annali universali di statistica, economia pubblica, storia, viaggi e commercio, palestra di economisti del calibro di Carlo Cattaneo, di educatori quali Giuseppe Sacchi, di ingegneri e architetti.
Gli interessi della redazione e dei consulenti degli Annali erano, fra le altre cose, incentrati sul nascente mondo delle strade ferrate. Cattaneo, in primis, nel 1836 divenne segretario della sezione lombarda della Imperial Regia Privilegiata Ferrovia Lombardo-Veneta Ferdinandea; ingegneri come G. B. Bossi partecipavano ai lavori di progettazione della linea agli ordini dell'ingegnere in capo Giovanni Milani.

## La stazione terminale della linea Venezia - Milano
Il progetto della linea ferroviaria "Ferdinandea", prevedeva la costruzione della stazione terminale di Milano "in faccia al borgo della Stella", ovvero a poche decine di metri da Porta Tosa. Le vicissitudini economiche della società ferroviaria, però furono complesse e negative e, per poter dare inizio a un servizio minimale fra Milano e Treviglio, anziché impegnarsi nella costruzione del monumentale complesso progettato da Milani, si dovette ripiegare su un più modesto edificio mancante perfino di quei minimi servizi per i viaggiatori quali biglietteria, sala d'attesa e servizi igienici.

## Il Caffè Gnocchi alla stazione di Porta Tosa

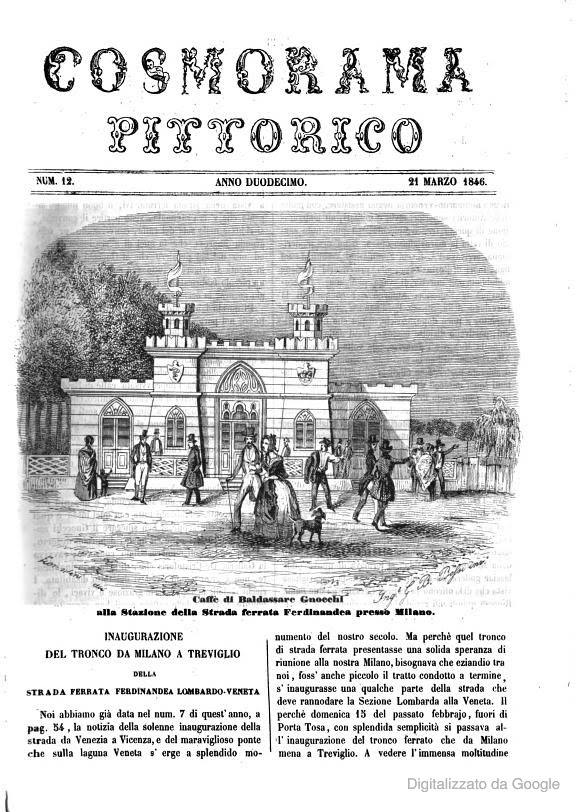
Prima pagina del Cosmorama pittorico del 21 marzo 1846

A queste carenze mise fine Baldassare Gnocchi che, nel 1846, all'apertura della stazione e a pochi metri da essa costruì il secondo Caffè Gnocchi. L'edificio era «un avveniristico locale di stile composito tale da porre le basi dell'eclettismo lombardo che nel tempo si diffonderà» e viene illustrato in una nota litografia di Giuseppe Elena. Nel Cosmorama pittorico del 21 marzo 1846, invece, il locale viene descritto come «d'un ordine gotico che ha qualcangelinihe attinenza col bizsartiantino». La descrizione si fa poi più precisa scendendo nei particolari architettonici del locale che viene definito «un piccolo fabbricato di leggiera costruzione, e greggio ancora [...]»: la costruzione aveva «più l'aspetto d'un castello antico, che d'altro. Le finestre di prospetto si innalzano a sesti acuti; tre gradini di pietra conducono ai tre ingressi principali: una balaustrata di legno basata sovra zoccoli di mattoni circonda l'edificio: due torricelle merlate si elevano sopra l'edificio e portano sventolanti due bandiere [...]». Per quanto riguarda l'interno, invece, il Cosmorama lo descrive corredato di «una sala grande, e due più piccole adiacenti, addobbate tutte con quel lusso [...]». Ai lati del caffè «due ameni giardinetti [...] già verdeggianti come per incanto».
Il caffè divenne in breve frequentatissimo dai viaggiatori in arrivo e partenza e anche da quella appena nata categoria di cittadini che passava il tempo a osservare il movimento dei treni, nuovissimo punto di interesse generale e il lavoro dei ferrovieri addetti ai treni.
L'immagine che apparve sulla copertina del Cosmorama Pittorico del 21 marzo 1846., meno dettagliata della litografia di Giuseppe Elena, ha il pregio di portare in calce il nome del proprietario del caffè e del progettista, quell'ingegner G. B. Bossi che percorrerà una bella carriera all'interno della società ferroviaria con mansioni sempre di maggior livello. È da precisare, però che Ilvo Angelini attribuisce il progetto all'ingegner Sarti, altra figura carismatica della Milano ferroviaria, che sarà il progettista e costruttore, nel 1840, della Milano - Monza, la seconda ferrovia inaugurata in Italia e anche nell'impero austriaco.
Anche sul nome di Gnocchi esistono varie posizioni. Come si è detto, il Cosmorama Pittorico riporta il nome di Baldassare ma per I. Angelini il nome diventa Leopoldo. Il gestore, in effetti si chiamava Leopoldo Parma sposato con Luigia Gnocchi, come si evince dalla nota della sua morte nel registro della Parrocchia di Santa Maria Nascente a Calvairate. Nella finca "Condizione" si legge "Caffettiere alla stazione della strada ferrata di Porta Tosa. Marito di Luigia Gnocchi". Una possibilità sta nel distinguere fra proprietario e gestore dell'esercizio. Un'ipotesi potrebbe essere quella del padre proprietario che dà in gestione al genero il secondo caffè.

## L'assalto al caffè
Leopoldo Parma, comunque, ebbe a fare una triste fine il 22 marzo 1848: "fu trucidato dalla soldataglia austriaca".
Era l'ultimo giorno delle Cinque giornate di Milano e gli austriaci stavano per essere estromessi dalla città ad opera dei rivoltosi cittadini. L'attacco più pesante si concentrò proprio a Porta Tosa e fu uno dei punti dove la battaglia infuriò con maggiore violenza.
Felice Venosta, nel suo I martiri della rivoluzione lombarda (Milano, 1861) riporta la testimonianza inviata direttamente dalla stessa Gnocchi allo stesso Venosta. Nei particolari raccontati dalla signora Gnocchi si racconta che gli austriaci attaccarono l'osteria dell'Angelo che si trovava "dietro il caffè della stazione di Porta Tosa" e dove il Parma e la Gnocchi abitavano insieme a una trentina di altri inquilini. Fu quindi l'osteria dell'Angelo e non il caffè Gnocchi ad essere assaltata e depredata; la Gnocchi non fa riferimento ad alcuna violenza su di lei, come invece scritto in altri resoconti successivi, e riferisce che il marito venne ucciso in cortile e non di fronte a lei senza narraree di particolari truci come lo smebramento dell'uomo raccontat da altri; conferma che oltre ad avere un figlio di nove mesi a balia era incinta ("ed io ne portava un altro in seno") ma non specifica di quanti mesi fosse la gravidanza. 
Interessante anche la parte finale della testimonianza della donna, ove si legge che, liberata da un capitano austriaco che si era mosso a pietà, si diresse a piedi con altri sopravvissuti "fino all'Acquabella", da lì in una cascina "nel comune di Melegnano" e che da lì raggiunse infine la località di Limito da dove, in treno, proseguì fino a Treviglio dove venne infine ospitata, insieme ad altri fuggiaschi, dall'ingegner Villa e signora. Qui si conclude il racconto della Gnocchi, ben diverso da quanto raccontato in seguito, probabilmente con toni molto romanzati, da altri cronisti dell'epoca e posteriori.
Ben diversa, per esempio, e ben più drammatica, cruenta e forse romanzata, la versione del 1848 del Tettoni che riferisce che un drappello di circa duecento soldati croati fece irruzione nel caffè Gnocchi dopo aver sfondato le porte, saccheggiò quanto possibile e distrusse quanto rimaneva. Salirono poi al piano superiore dove viveva la famiglia del gestore che venne rapinata di denari e preziosi. I malcapitati furono insultati e minacciati, la moglie Luigia, incinta di quattro mesi, venne violentata e, "... dopo tali parole colla spada trafiggono il marito avanti gli occhi della moglie, lo calpestano e il fanno a brani, poscia appiccarono il fuoco all'edificio. Dopo tali atrocità incredibili al secolo nostro, ed appena credibili fra feroci cannibali, cacciano via la misera Luigia più morta che viva, la quale, errando attraverso prati e varcando fossati riuscì di giungere alla strada ferrata presso la cascina Ortighe, dove fu accolta benignamente in vagoni di prima classe, fatta adagiare e consolata durante il cammino dallo scrittore del presente racconto, Bissoni Pietro da Cremona, il quale udì dalla bocca istessa della Luigia il miserando scempio del marito".
Probabilmente il Tettoni, se vale la versione della Gnocchi rilasciata al Venosta, confonde la trattoria dell'Angelo con il caffè Gnocchi e altrettanto probabilmente carica quei tragici avvenimenti con particolari truculenti e romanzati forse non aderenti alla realtà di quanto effettivamente accaduto.

## Scomparsa
Quaranta giorni dopo l'incendio il caffè era già ripristinato. Se ne perdono le tracce con la vendita dell'area della stazione e la successiva demolizione. Rimane però conservata nel Civico Archivio Fotografico di Milano una fotografia datata 1885 che mostra una Osteria il giardinetto con una didascalia che recita: "Il Giardinetto", osteria suburbana che fu, in origine, il caffè della Stazione ferroviaria Milano-Treviglio, fuori di Porta Tosa (ora Vittoria). Forse la trattoria occupava lo spazio dei due giardinetti a lato del caffè Gnocchi, ma non se ne ha certezza.
Nel 1864 venne messa in esercizio la nuova stazione Centrale dove man mano vennero spostate tutte le attività ferroviarie di quegli anni, facendo scomparire la clientela di viaggiatori a Porta Tosa. L'area della stazione venne venduta nel 1883 alla S.E.A.O. per un progetto di costruzione di case popolari mai veramente portato a compimento. 
Nel 1872 un terzo Caffè Gnocchi (che più tardi si chiamerà Gambrinus e in seguito Grand'Italia) venne aperto da Baldassare Gnocchi nella nuova galleria Vittorio Emanuele II e anche qui divenne, con il concorrente Caffè Biffi, uno dei più rinomati ritrovi della mondanità milanese.